# Campsicnemus tibialis
Campsicnemus tibialis är en tvåvingeart som beskrevs av Van Duzee 1933. Campsicnemus tibialis ingår i släktet Campsicnemus och familjen styltflugor. Inga underarter finns listade i Catalogue of Life.